# 格拉西利亚诺·拉莫斯

格拉西利亚诺·拉莫斯

格拉西利亚诺·拉莫斯（1892年10月27日 - 1953年3月20日）是巴西现代主义文学作家、政治人物和记者。格拉西利亚诺·拉莫斯支持共产主义，曾加入巴西共产党，並在家鄉阿拉戈斯州的一家新闻社擔任社长和教育局局长。1936年因被控参加反政府活动被捕。出狱后在里约热内卢任记者，之後又出任聯邦區教育督察员。从1952年开始，格拉西利亚诺的健康状况逐渐开始惡化。他確診罹患肺癌，手术失败后于1953年3月20日去世。